# Ficus eliadis
Ficus eliadis är en mullbärsväxtart som beskrevs av Paul Carpenter Standley. Ficus eliadis ingår i släktet fikonsläktet, och familjen mullbärsväxter. Inga underarter finns listade i Catalogue of Life.